# Giardino della Gherardesca

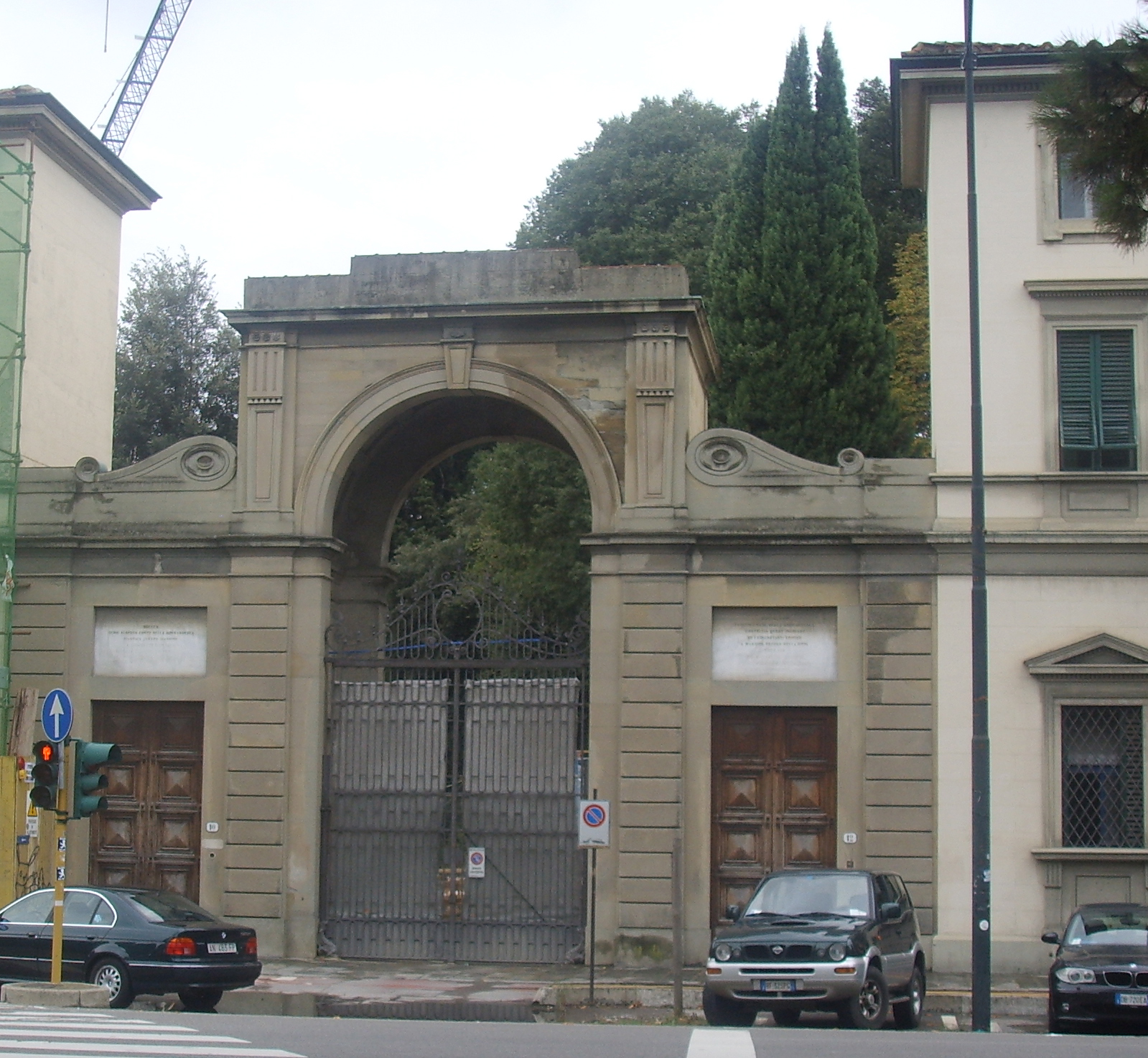
A entrada do Giardino della Gherardesca pela Piazzale Donatello.

O Giardino della Gherardesca (em português: Jardim della Gherardesca) é um jardim de Florença, pertencente ao palácio do mesmo nome, situado entre a Via Gino Capponi, a Via Giuseppe Giusti, o Borgo Pinti e o Viale Matteotti, com a entrada principal a fazer-se pela Piazzale Donatello.
O jardim do Palazzo della Gherardesca é o maior jardim privado no centro histórico da cidade.

## O Palazzo della Gherardesca
O Palazzo della Gherardesca, do qual este jardim faz parte integrante, é um palácio de Florença, inciciado na década de 1470 por Bartolommeo Scala, que chegou a pertencer a membros da Família Médici antes de chegar à posse, por casamento, da família della Gherardesca. Actualmente aloja um hotel de cinco estrelas da rede Four Seasons Hotels and Resorts.

## História

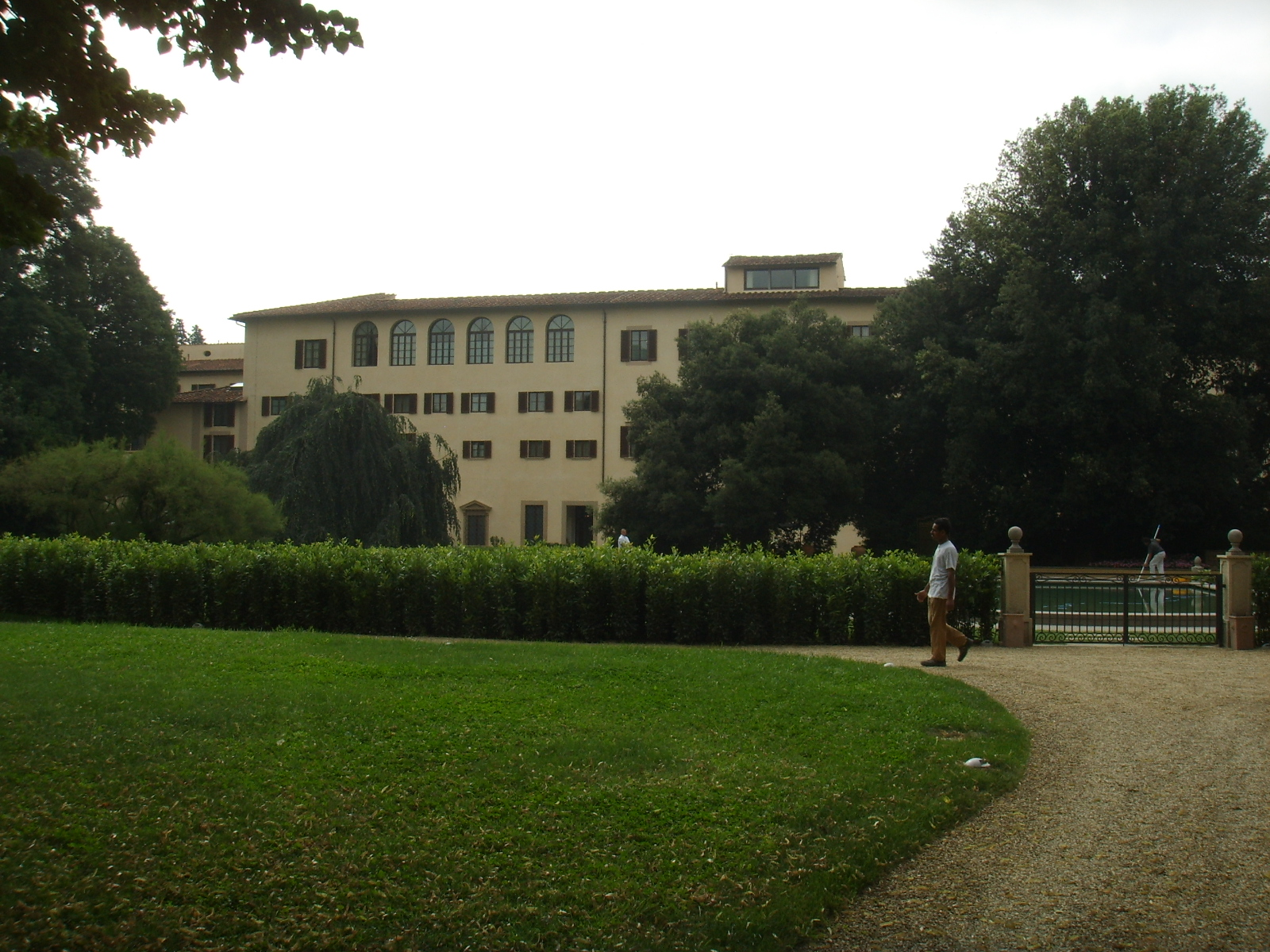
Vista parcial do Giardino della Gherardesca com o Palazzo della Gherardesca ao fundo.

Pelas descrições e desenhos da época, infere-se que o jardim tinha uma implantação clássica, com uma horta, um viveiro e uma ragnaia (ou seja, um bosquete com redes destinadas à captura de pequenos pássaros), esta última pertencente à Arte della Lana, que a vendeu aos della Gherardesca.

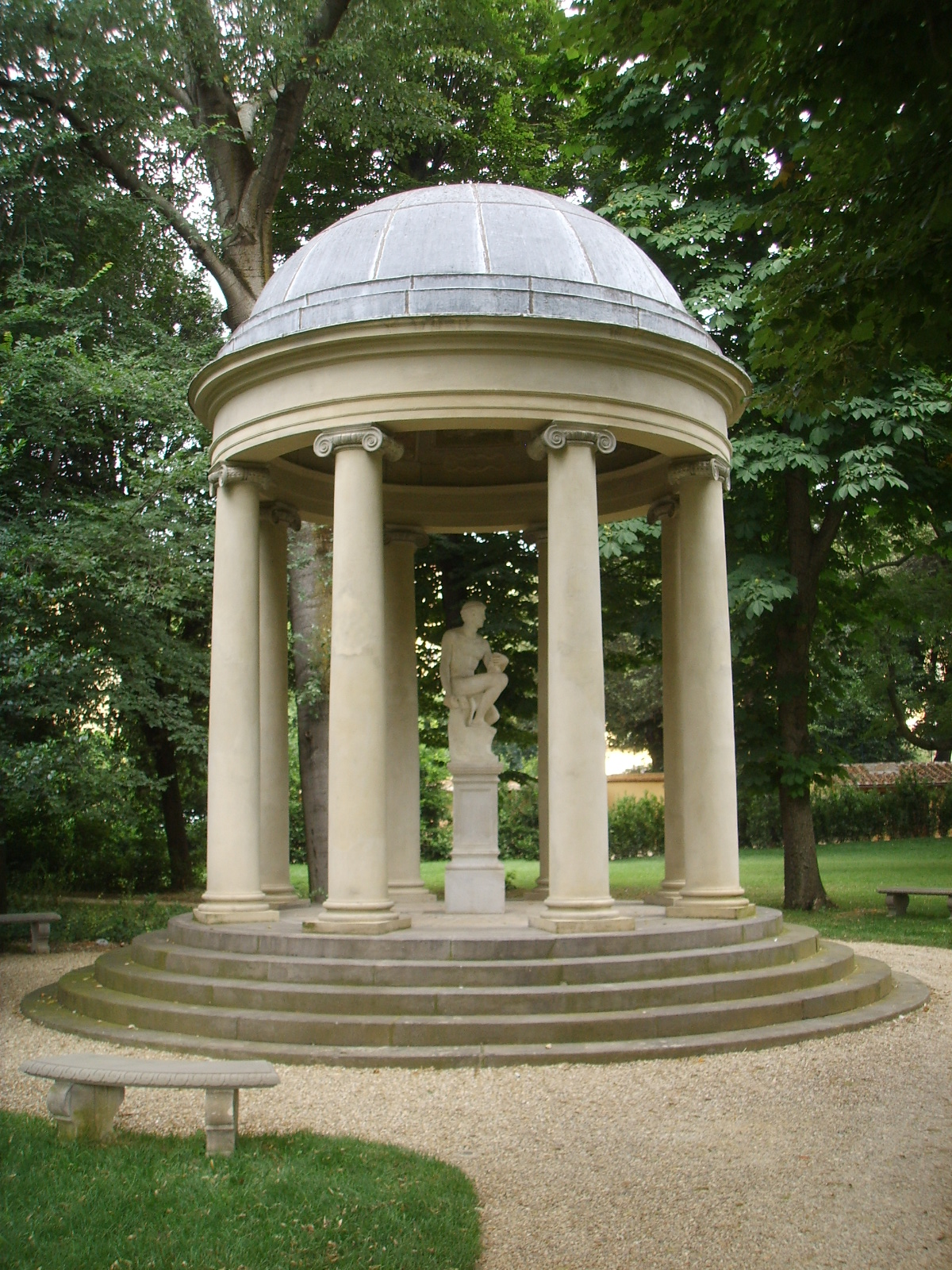
Pequeno templo no jardim.

No século XVIII, depois de terminados os trabalhos no palácio, começaram a interessar-se, também, pelos espaço externo, eliminando a divisão geométrica à italiana (da qual foi deixada apenas uma pequena parcela no lado do Borgo Pinti), e começando a realizar um jardim à inglesa, com caminhos, arbustos, árvores plantadas sem esqema pré-definido, um tanque-lago, duas colinas e três pequenos edifícios decorativos e de recreio: uma kaffeehaus (casa de café), um pequeno templo jónico e um tepidário.
Por trás da portaria monumental de Poggi, entre dois corpos de edifícios, abre-se uma graciosa fonte com um putto no fundo duma colina arborizada.
Este jardim era conhecido pelas raridades botânicas, como as primeiras tangerinas cultivadas em Florença e algumas árvores valiosas que, apesar de seculares, ainda são visíveis: um bordo de notáveis dimensões, una sequoia, uma thuja gigante. Esplêndida é a colecção de azáleas.
O jardim foi envolvido nas alterações promovidas pela Florença capital. Como já foi dito, é deste período a entrada monumental pela Viale Matteotti, da autoria de Giuseppe Poggi.
Depois da destruição e incúria do período bélico, o jardim teve um magistral restauro por obra de Pietro Porcinai. Hoje encontra-se no centro dum novo restauro radical, servido de jardim ao novo hotel de cinco estrelas instalado no Palazzo della Gherardesca.

### Galeria de imagens do jardim

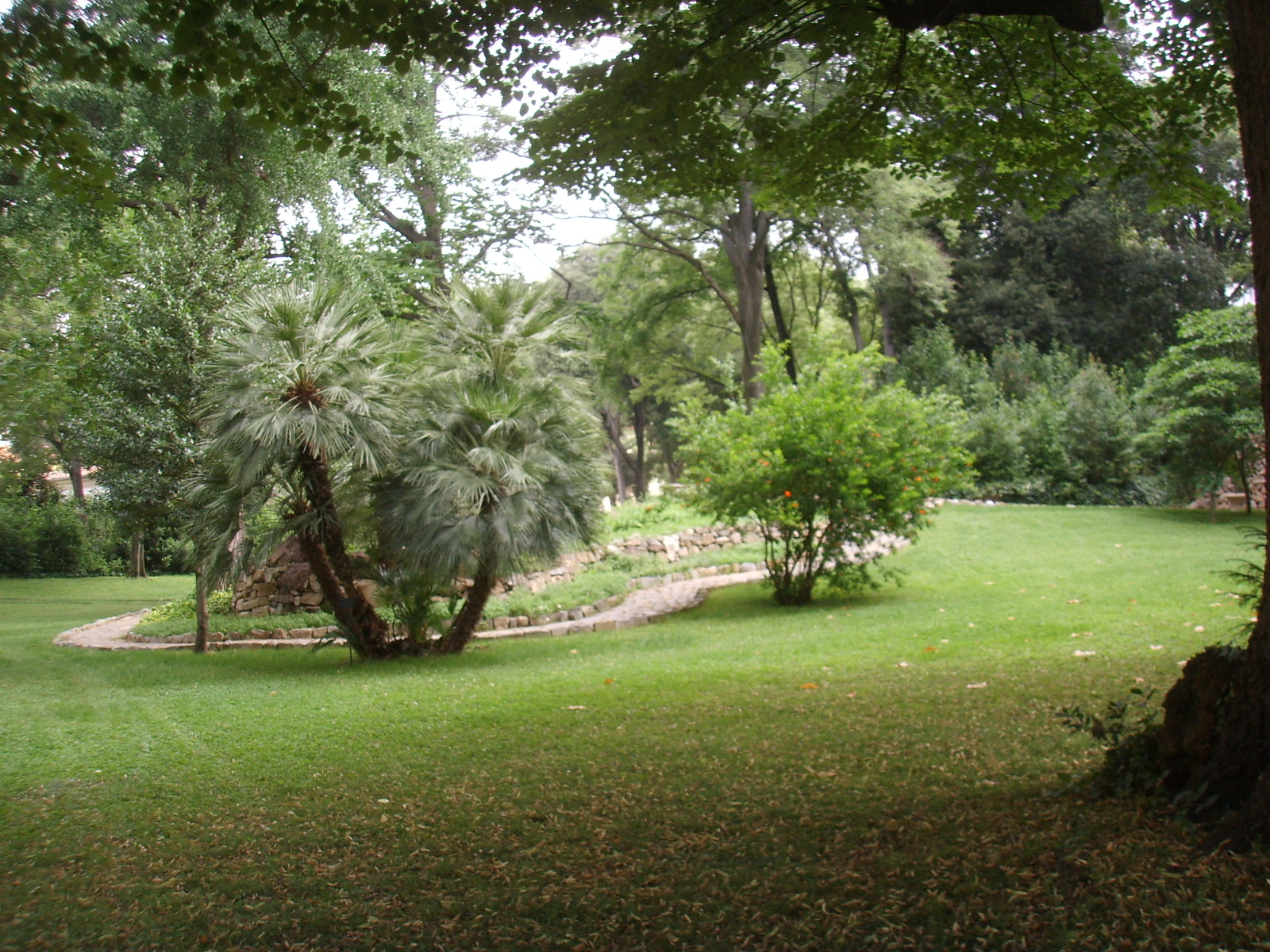
Montícolo no parque à inglesa
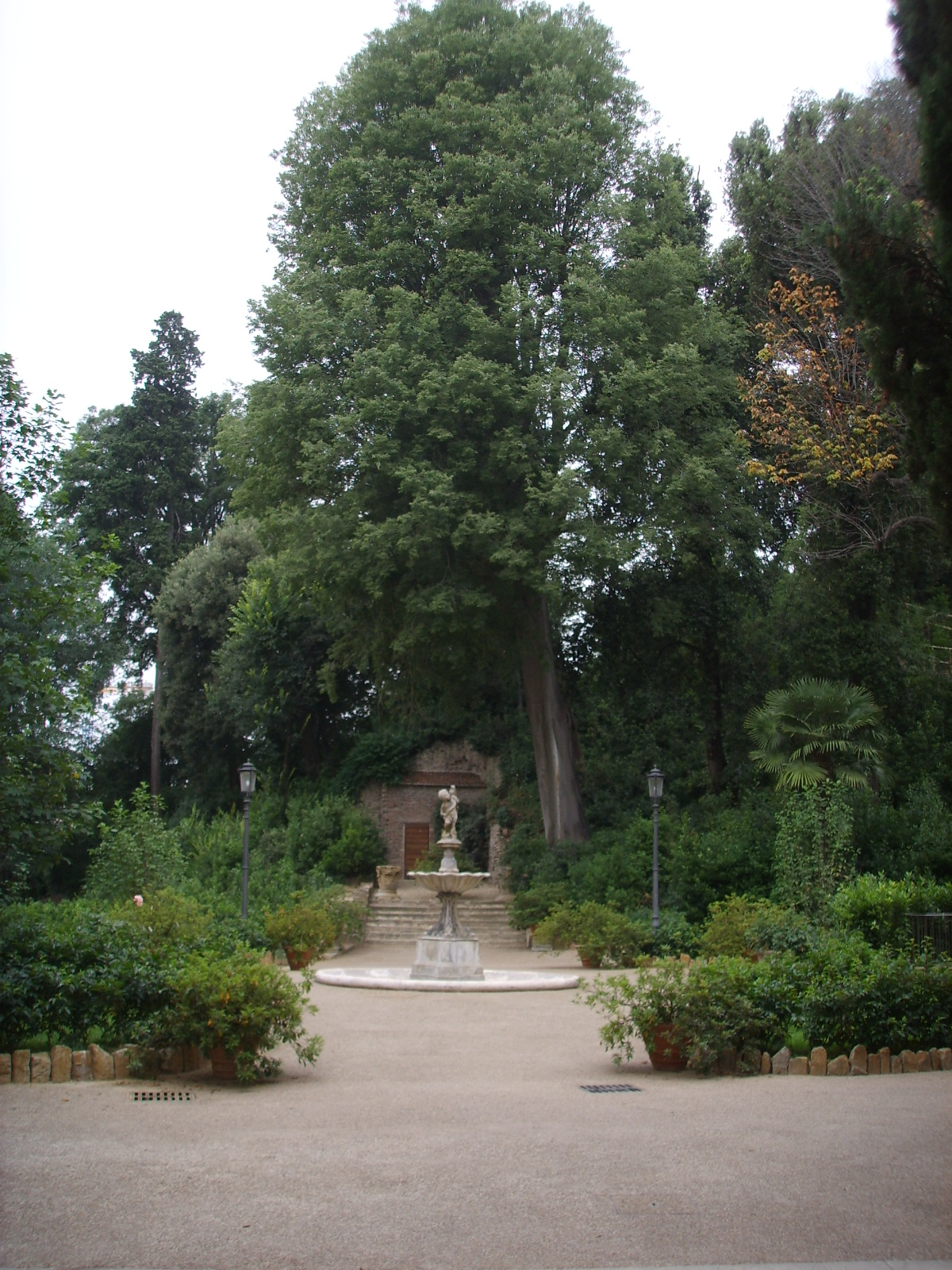
Fonte com putto